# Mahmoud Refaat
Mahmoud Refaat (em árabe: محمود رفعت, romanizado: Mahmood Rifaat; nascido em 25 de abril de 1978) é um estudioso de relações internacionais (presidente do Instituto Europeu de Direito Internacional e Relações Internacionais), escritor e advogado.
Refaat nasceu no Cairo, no Egito. Ele gerenciou a campanha presidencial do ex-chefe do Estado-Maior do Exército egípcio, tenente-general Sami Anan, durante a eleição presidencial egípcia de 2018. Ele também estabeleceu o Grupo de Ação Internacional para a Paz na Líbia e o Grupo de Ação Humanitária para o Iêmen.

## Biografia
Refaat é um cidadão franco-belga de origem egípcia. Ele nasceu no Cairo, Egito.
Em 2018, Mahmoud Refaat administrou a campanha presidencial do ex-chefe do Estado-Maior do Exército egípcio, tenente-general Sami Anan, do exterior.
Em 12 de maio de 2018, Mahmoud Refaat e o ex-primeiro-ministro líbio Omar al-Hassi fundaram o Grupo de Ação Internacional pela Paz na Líbia e assumiram o cargo de Coordenador Geral. O grupo visa pôr fim à guerra civil na Líbia e trabalhar com o International Criminal Court (ICC).
Em março de 2019, a Refaat lançou o Grupo de Ação Humanitária para o Iêmen.

## Publicações selecionadas
Algumas de suas publicações são:
- Terrorismo islâmico, mito e realidade, 2021,  ISBN 9798472678001.[14]
- Islamofobia: Raízes, Consequências e Soluções, 2021,  ISBN 9798472245562.[15]
- Direito Internacional e Governança Global, 2019,  ISBN 9798498777597.[16]
- Papel do Direito Internacional na Política Internacional, 2017,  ISBN 9798493243936.[17]
- O Papel do Tribunal Penal Internacional na Paz Internacional, 2013,  ISBN 9798512777138.[18]
- Sanções econômicas internacionais no direito internacional e na prática, 2014,  ISBN 9798483893417.[19]
- Ética e Religião nas Relações Internacionais - Uso e Investimento, 2012,  ISBN 9798781283668.[20]
- A Complementaridade dos Sistemas Jurídicos Penais Nacionais e Internacionais, 2011,  ISBN 9798512770689.[21]